# Río Jatibonico del Sur
Río Jatibonico del Sur är ett vattendrag i Kuba.   Det ligger i provinsen Provincia de Sancti Spíritus, i den centrala delen av landet, 400 km sydost om huvudstaden Havanna.